# Nájemní vrazi (film, 1995)
Nájemní vrazi (anglicky Assassins) je francouzsko-americký akční thriller z roku 1995 režiséra Richarda Donnera. Původní scénář Larryho a Andyho Wachowských přepracoval Brian Helgeland.
V hlavních rolích se představí Sylvester Stallone, Antonio Banderas a Julianne Moore.

## Obsazení
| Sylvester Stallone | Robert Rath       |
| Antonio Banderas   | Miguel Bain       |
| Julianne Moore     | Electra           |
| Anatolyj Davydov   | Nikolaj Tašlinkov |
| Muse Watson        | Ketcham           |
| Steve Kahan        | Alan Branch       |
| Kai Wulff          | Remy              |
| Mark Coates        | Jereme Kyle       |
| Kelly Rowan        | Jennifer          |
| Reed Diamond       | Bob               |

## Děj
Robert Rath je profesionální nájemný vrah. Z tohoto byznysu se snaží uniknout, tíží jej vzpomínky na vraždu mentora Nikolaje. Během plnění jedné zakázky se mu připlete do cesty ambiciózní konkurent Miguel Bain, který cílí na stejnou oběť. Bain se jeví jako sociopat. Od té doby s ním neustále soupeří a Rathovi se nedaří vypátrat, kdo si jej objednal. Nakonec je mu nabídnuta velmi lukrativní zakázka, která mu zaručí finanční nezávislost a možnost skončit s „řemeslem“. Jde o likvidaci 4 Nizozemců a počítačové hackerky Electry, která získala tajná data a hodlá je výhodně zpeněžit. Cílem je mimo zabití těchto osob i zajištění disku s daty.
Ovšem mise byla zadána i Miguelu Bainovi a dvojice zabijáků po sobě jde. Rath totiž ušetří život Electry a stane se jejím ochráncem. Bain se mu za to posmívá, že zesenilněl. Je najat na jeho zabití.
Finále se odehrává na stejném místě před bankou, kde v minulosti Rath zúčtoval s Nikolajem. K Robertovu nemalému překvapení Nikolaj žije a je to právě on, kdo zadával jemu a Bainovi zakázky.
Film končí happy endem, zabitím Miguela a šancí na nový život zamilované dvojice Roberta s Electrou.